# Željko Huber
Željko Huber (1930. – Osijek, 20. ožujka 2022.) bio je dugogodišnji ravnatelj osječkog Vodovoda i čelni čovjek NK Osijek.
Bio je predsjednik Hrvatskog nogometnog saveza 1981. – 1982.
Dobitnik je najviše nagrade Hrvatskog nogometnog saveza, Trofej podmlatka, 2017. godine.
Tako se zove i Huberov sin (1960.), profesionalni sindikalni povjerenik u Ini, i unuk (1990.), učenik Građevinske škole.
Preminuo je u Osijeku 20. ožujka 2022. u 92. godini života.